# ファブリス・オリンガ
ファブリス・オリンガ（Fabrice Olinga, 1996年5月12日 - ）は、カメルーン・ドゥアラ出身のサッカー選手。ポジションはフォワード。リオ・アヴェFC所属。

## 経歴
カメルーンではサミュエル・エトー財団の支援を受けており、2009年、スペインのRCDマヨルカの下部組織に加入した。スペイン到着後すぐに、マラガCFの下部組織のマヌエル・カサノバ監督に注目され、2011年にマラガに加わった。マラガでは下部組織の躍進の立役者となり、2012年のコパ・デル・レイ・フベニール（18歳以下）では決勝に進出したが、0-1で敗れたRCDエスパニョールフベニールとの決勝は出場停止処分のために出場していない。2012年8月18日、2012-13シーズン開幕戦のセルタ・デ・ビーゴ戦 (1-0) でトップチームデビューし、その試合ではディエゴ・ブオナノッテのアシストから決勝点となる初得点を挙げた。オリンガは16歳98日であり、イケル・ムニアインが持っていたプリメーラ・ディビシオン最年少得点記録（16歳289日）を191日も更新した。
2014年1月20日、アポロン・リマソールに移籍した。
2015年、ロイヤル・エクセル・ムスクロンに移籍した。

## 代表歴

### 出場大会
- カメルーン代表
  - 2014 FIFAワールドカップ

### 試合数
- 国際Aマッチ 20試合 1得点（2012年-2020年）[7]

| カメルーン代表 | 国際Aマッチ | 国際Aマッチ |
| 年             | 出場        | 得点        |
| -------------- | ----------- | ----------- |
| 2012           | 2           | 1           |
| 2013           | 3           | 0           |
| 2014           | 3           | 0           |
| 2015           | 0           | 0           |
| 2016           | 0           | 0           |
| 2017           | 4           | 0           |
| 2018           | 5           | 0           |
| 2019           | 2           | 0           |
| 2020           | 1           | 0           |
| 通算           | 20          | 1           |